# 東北電力石巻ヘリポート

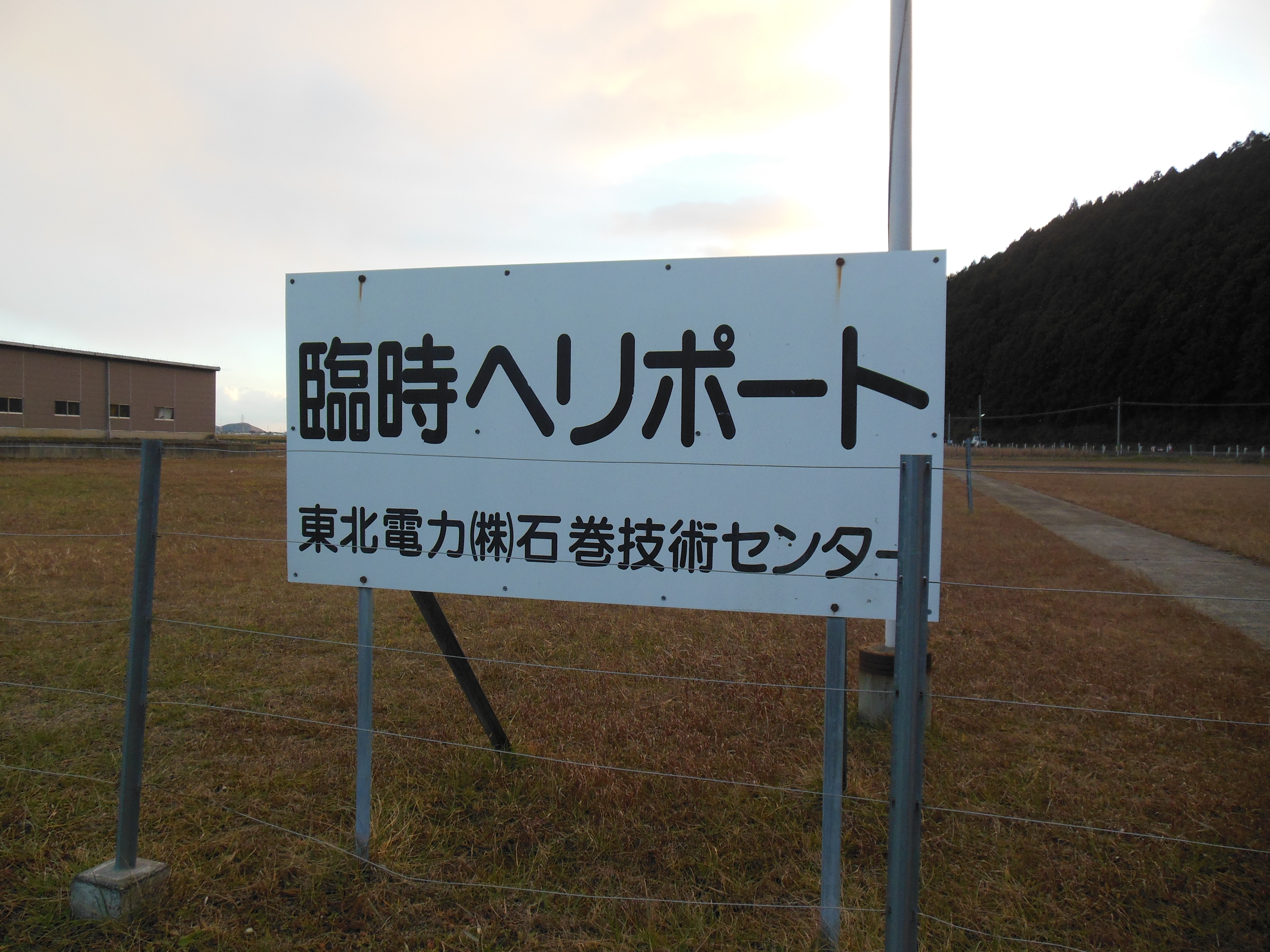
ヘリポート入口の看板

東北電力石巻ヘリポート（とうほくでんりょくいしのまきヘリポート）は、宮城県石巻市桃生町神取に存在する東北電力が運用・管理しているヘリポートである。

## 概要

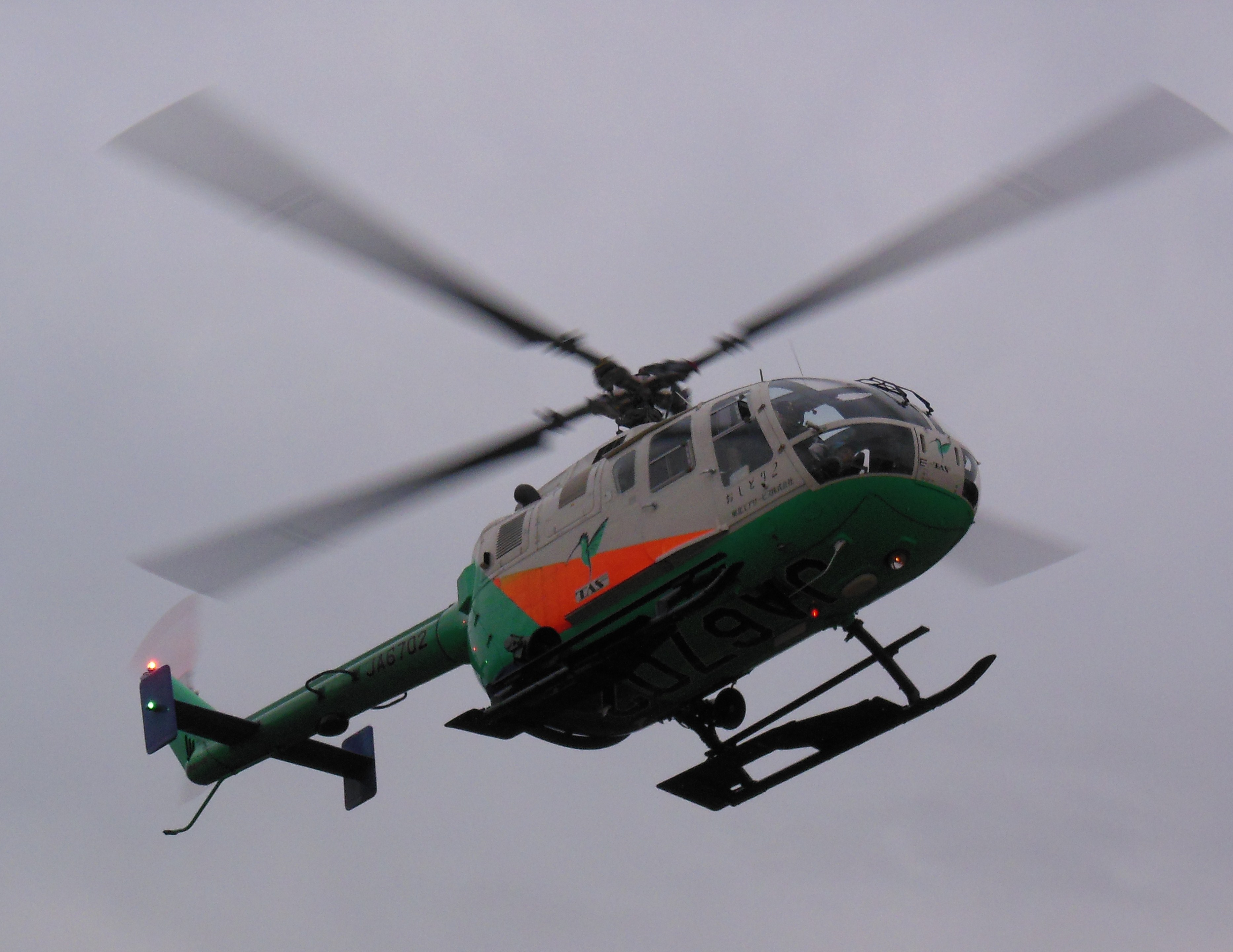
石巻ヘリポートに着陸するヘリコプター

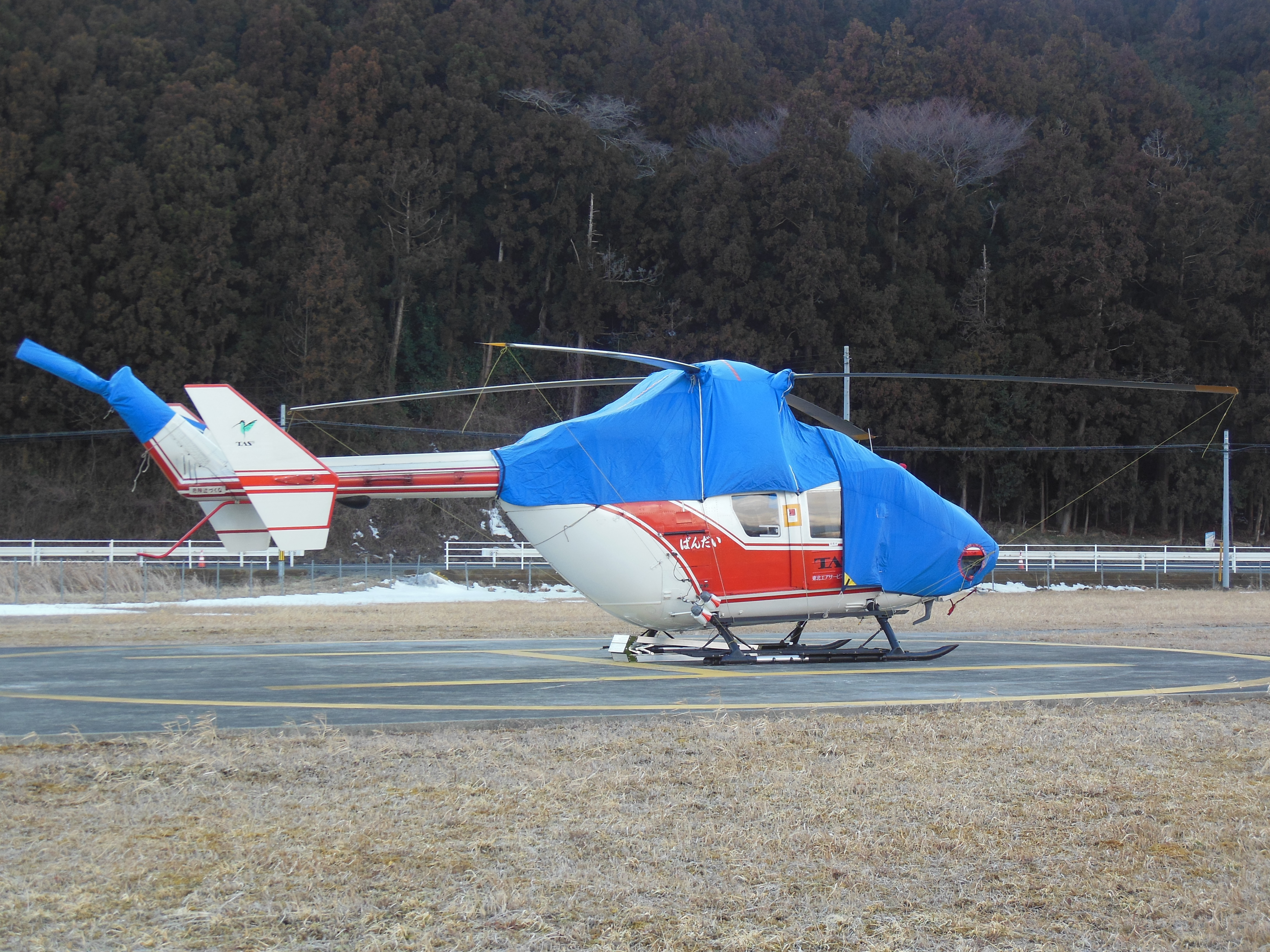
ヘリポートに駐機しているヘリコプター BK117

正式名称は東北電力石巻ヘリポート。住所は宮城県石巻市桃生町神取字山下149番地。
東北電力は1953年からヘリコプターの導入を進め、送電線の巡視も次第に徒歩からヘリコプターでの巡視へと移り変わって行った。東北電力がヘリコプターを導入すると、次第に東北各地に臨時のヘリポートが作られた。この石巻ヘリポートは、石巻市や登米市、栗原市、気仙沼市など広い範囲の送電線をカバーする東北電力石巻技術センターが巡視を行う際に使用される。
また、一般人が敷地内に立ち入ることは出来ず内部に入れるのは関係者のみ。

## 利用者
普段は月に1回程度東北電力が送電線の巡視をする際に使用する以外、利用することはあまりない。
しかし、地面も整備されておりコンクリート舗装もされている為、2007年の宮城県の宮城県の防災ヘリ臨時ヘリポートリストにも入っている。